# Bayan-Ölgii (tỉnh)
Bayan-Ölgii (tiếng Mông Cổ: Баян-Өлгий; tiếng Kazakh: Бай-Өлке, Baı-Ólke, cái nôi/vùng giàu có, còn được viết là Olgiy, Ulgii,v.v.) là tỉnh cực tây trong số 21 tỉnh (aimag) của Mông Cổ. Là tỉnh duy nhất của đất nước có phần lớn cư dân là người Kazakh và theo Hồi giáo, nó được hình thành từ tháng 8 năm 1940. Tỉnh lị là Ölgii.

## Địa lý
Bayan-Ölgii nằm ở cực tây của đất nước, và có biên giới với Nga (giáp các nước cộng hòa tự trị Altai và Tuva) và Trung Quốc (giáp khu tự trị Tân Cương). Biên giới giữa Nga và Trung Quốc kéo dài khá ngắn và điểm cực tây của Mông Cổ chỉ cách điểm cực đông của Kazakhstan 40 km. Bên trong Mông Cổ, các tỉnh lân cận là Uvs ở phía đông bắc và Khovd ở phía đông nam.

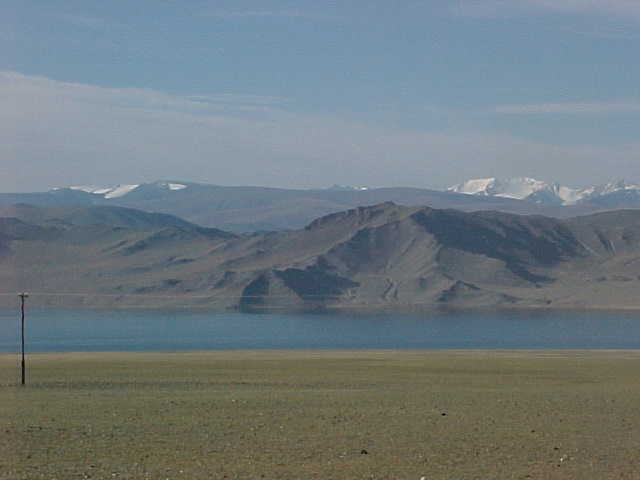
Hồ Tolbo

Bayan-Ölgii là tỉnh cao nhất tại Mông Cổ. Hầu hết địa bàn tỉnh thuộc dãy núi Altay thuộc Mông Cổ, ở điểm chuyển giao với dãy Altay thuộc Nga. Khoảng 10% lãnh thổ của tỉnh có rừng bao phủ, phần lớn là rừng thông Siberi.
Đỉnh Nairamdal (hay Đỉnh Hữu Nghị, tiếng Trung: 友谊峰, Hữu Nghị phong) thuộc rặng núi Altai Tavan Bogd (núi 5 thánh) là điểm ngã ba biên giới. Khoảng 2,5 km xa về phía nam thuộc biên giới Mông Cổ-Trung Quốc, đỉnh Hüiten là điểm cao nhất tại Mông Cổ với 4374 m. Rặng núi này bao gồm một số sông băng, như Sông băng Potanin dài 19 km, và chỉ có những người thám hiểm chuyên nghiệp được sự hướng dẫn của người chỉ dẫn bản địa mới có thể tiếp cận được.
Sông Khovd khởi nguồn từ tỉnh này. Sông được cấp nước từ ba hồ Khoton, Khurgan, và Dayan, và hồ Khar-Us tại tỉnh Khovd. Hồ Tolbo là một hồ nước mặn lớn và cách 50 km về phía nam của tỉnh lị. Nước trong hồ Tolbo có đặc điểm là trong và lạnh vì nằm trên độ cao 2.080 m.

## Dân cư

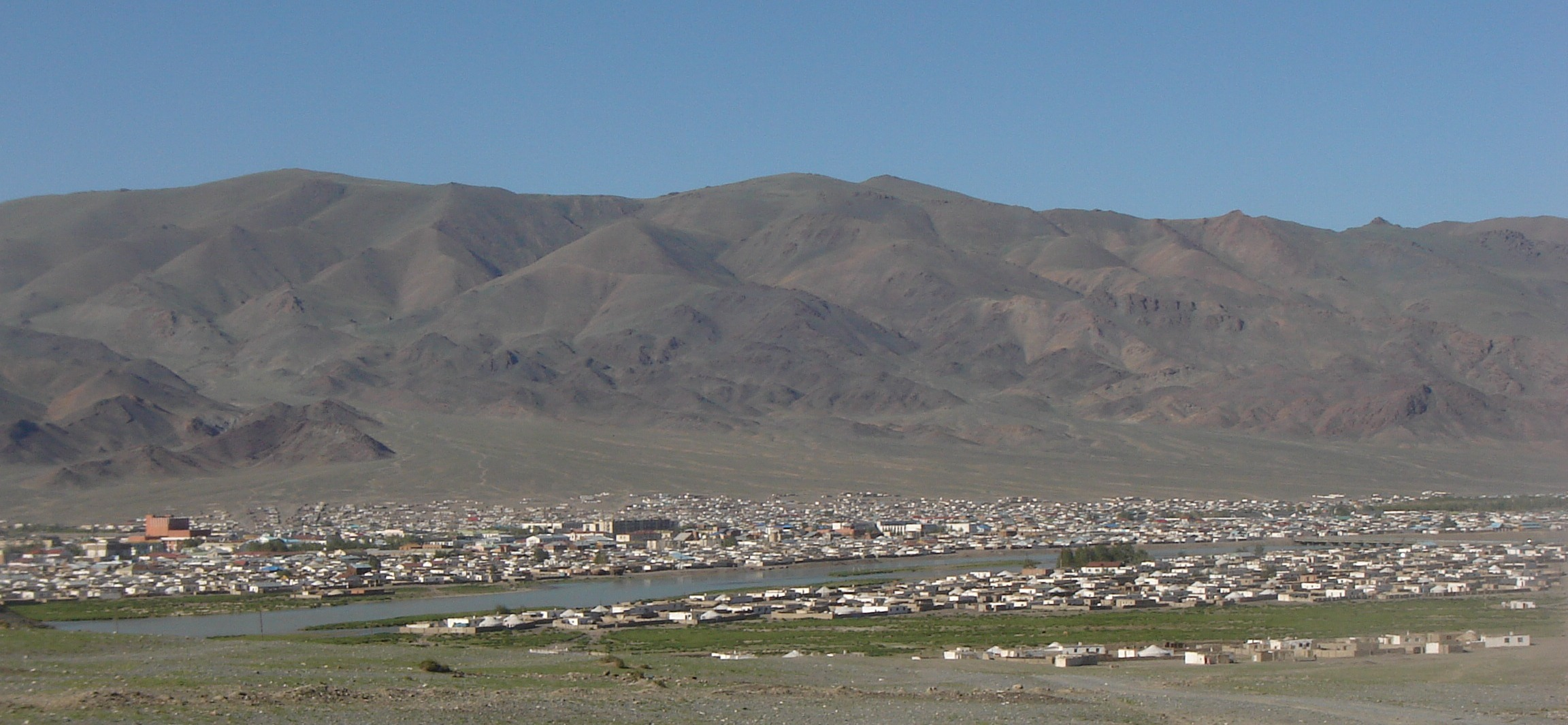
Ölgii

Hầu hết cư dân trong tỉnh Bayan-Ölgii là người Kazakh (88,7%). Các dân tộc khác gồm Uriankhai (7,2%), hai phân nhóm người Mông Cổ là Dörvöd (1,5%), và Khalkha, người Tuva và người Khoshut. Một phần đáng kể cư dân trong tỉnh coi tiếng Kazakh là ngôn ngữ mẹ đẻ và tiếng Mông Cổ chỉ là ngôn ngữ thứ hai.
Sau khi chế độ cộng sản tại Liên Xô cũ và Mông Cổ sụp đổ, nhiều cư dân Bayan-Ölgii đã chuyển tới Kazakhstan sinh sống để tìm một tương lai tốt hơn. Điều này đã dẫn tới sự sụt giảm dân số đáng kể trong tỉnh trong thời kỳ 1991-1993, khi đó xấp xỉ 30.000 người đã hồi hương về Kazakhstan. Sau đó, một số người hồi hương này đã quay trở lại tỉnh sinh sống và góp phần làm cho dân số tỉnh tiếp tục tăng trưởng.
| 1956   | 1960   | 1963   | 1969   | 1975   | 1979   | 1981   | 1985   | 1989   | 1991    | 1993   | 1995   | 1998   | 2000   | 2002   | 2004   | 2005   | 2008   | 2009   |
| ------ | ------ | ------ | ------ | ------ | ------ | ------ | ------ | ------ | ------- | ------ | ------ | ------ | ------ | ------ | ------ | ------ | ------ | ------ |
| 38.800 | 44.600 | 47.800 | 58.100 | 66.600 | 71.400 | 74.500 | 82.400 | 90.900 | 102.817 | 75.043 | 82.259 | 87.341 | 94.094 | 98.066 | 99.112 | 95.758 | 93.931 | 93.017 |

## Văn hóa
Văn hóa của người Kazakh đa số trong tỉnh chịu ảnh hưởng mạnh của truyền thống Hồi giáo. Nhà thờ Hồi giáo tại Ölgii cũng là những Trung tâm Hồi giáo tại Mông Cổ. Các công trình Nhà thờ trong thành phố tỉnh lị thường ở những góc khác thường do chúng phải dược đặt sao cho hướng chính xác về thánh địa Mecca. Cũng có một Madrasah (trường Hồi giáo) tại nhà thờ. Tỉnh được biết đến với phương pháp săn bắn truyền thống là sử dụng đại bàng đã được huấn luyện.

## Giao thông
Sân bay Ölgii (ULG/ZMUL) có một đường bay không được lát tới tận năm 2011. Sân bay có các chuyến bay đều đặn tới thủ đô Ulaanbaatar và các chuyến bay không thường kỳ đến Almaty tại Kazakhstan.
Bayan-Ölgii có một xa lộ nối với Nga bắt đầu tại Tsagaannuur. Biên giới với Trung Quốc chỉ được mở cửa trong một thời gian ngắn vào mùa hè.

## Vườn quốc gia
Vườn quốc gia Altai Tavan Bogd có diện tích lên tới 6.362 km² và có vị trí ở phía nam đỉnh núi cao nhất Mông Cổ. Vườn quốc gia này có các hồ Khoton, Khurgan và Dayan. Khu vực bảo tồn là nơi cư trú an toàn cho nhiều loài động vật núi cao, như cừu Argali, dê núi (Capra spp.), hươu đỏ, chồn đá, nai sừng tấm châu Âu, gà tuyết và chim ưng vàng.
Khu bảo tồn Khökh Serkhiin Nuruu (659 km²) và Vườn quốc gia Siilkhemiin Nuruu (1.428 km²) cũng là những nơi cư trú an toàn cho các loài động vật hoang dã.
Khu bảo tồn thiên nhiên Develiin Aral (103 km²) được thành lập xung quanh Đảo Develiin tại nơi hợp lưu giữa hai sông Lsan Khooloi và Khovd. Khu được lập ra từ năm 2000 để bảo vệ nhiều loài chim và động vật khác nhau bao gồm gà lôi, lợn rừng, và hải ly.
Vườn quốc gia Tsambagarav Uul có diện tích 1.115 km² đất đai quanh các sông băng gần tỉnh Khovd được lập ra để bảo vệ loài báo tuyết sinh sống tại đây cùng các loài động vật khác.

## Hành chính

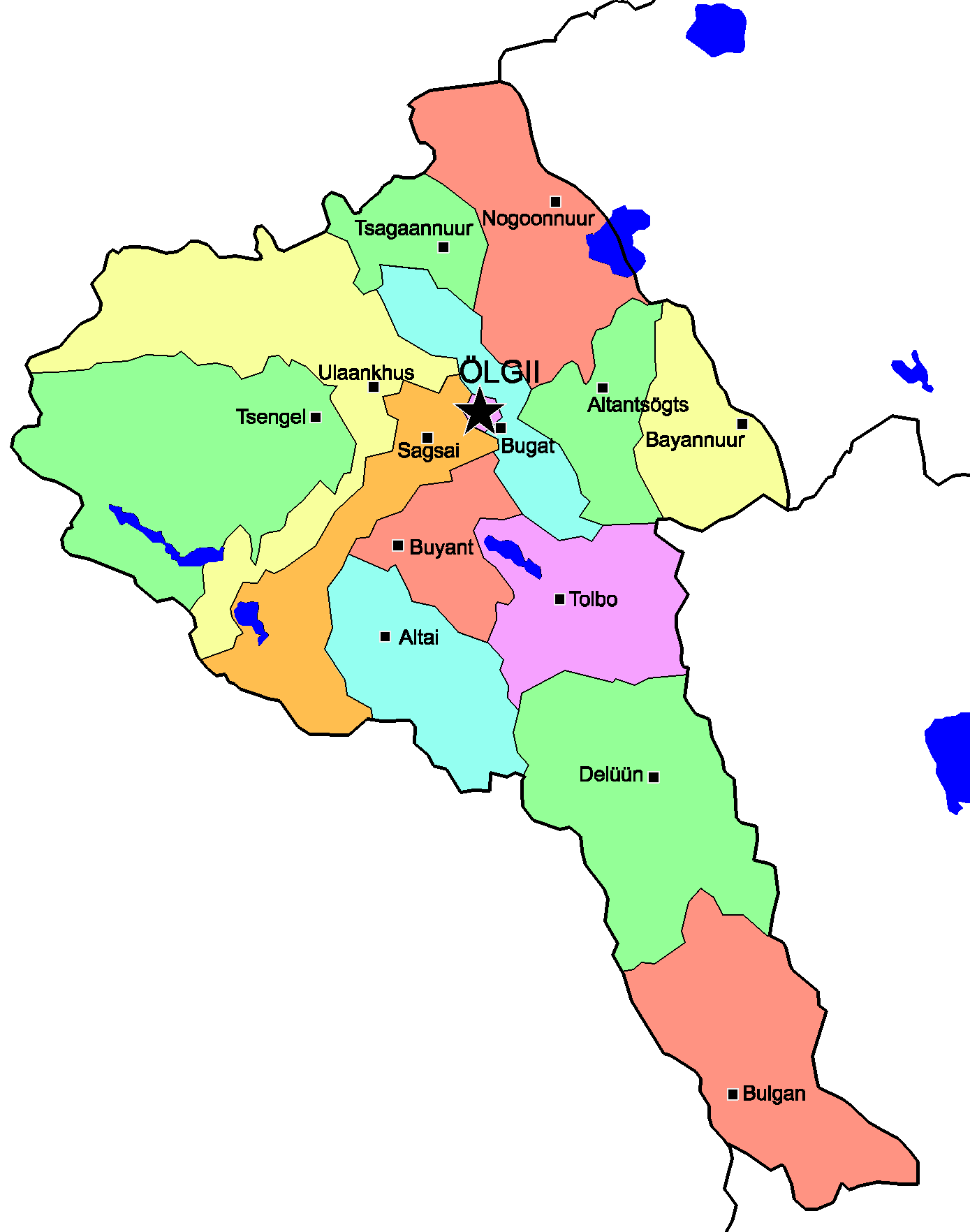
Các sum của Bayan-Ölgii

| Huyện (Sum) | Tiếng Mông Cổ | Dân số Sum (1985) | Dân số Sum (1994) | Dân số Sum (2005) | Dân số Sum (2008) | Dân số Sum (2009) | Dân số trung tâm Sum (2009) | Diện tích (km²) | Mật độ (/km²) | Khoảng cách từ Ölgii (km) |
| ----------- | ------------- | ----------------- | ----------------- | ----------------- | ----------------- | ----------------- | --------------------------- | --------------- | ------------- | ------------------------- |
| Altai       | Алтай         | 3.400             | 3.237             | 3.914             | 3.659             | 3.811             | 973                         | 3.163,56        | 1,20          | 112                       |
| Altantsögts | Алтанцөгц     | 3.300             | 3.038             | 3.038             | 3.114             | 3.080             | 826                         | 1.786,10        | 1,72          | 43                        |
| Bayannuur   | Баяннуур      | 4.800             | 4.507             | 5.320             | 5.012             | 5.033             | 1.784                       | 2.339,50        | 2,15          | 126                       |
| Bugat       | Бугат         | 3.300             | 2.777             | 3.604             | 3.741             | 3.642             | 1.161                       | 2.049,10        | 1,78          | 5                         |
| Bulgan      | Булган        | 5.000             | 5.115             | 5.901             | 5.827             | 5.528             | 944                         | 4.977,33        | 1,11          | 294                       |
| Buyant      | Буянт         | 2.300             | 2.546             | 3.002             | 2.683             | 2.514             | 653                         | 1.845,67        | 1,36          | 72                        |
| Delüün      | Дэлүүн        | 6.600             | 6.782             | 8.183             | 7.078             | 7.133             | 1.642                       | 5.594,99        | 1,27          | 158                       |
| Nogoonnuur  | Ногооннуур    | 7.500 *           | 6.331             | 6.539             | 6.566             | 6.375             | 2.165                       | 5.221,94 *      | 1,22 *        | 92                        |
| Ölgii       | Өлгий         | 24.000            | 21.569            | 28.248            | 28.496            | 28.448            | 28.448                      | 100,92          | 281,89        | 0                         |
| Sagsai      | Сагсай        | 4.100             | 3.746             | 5.185             | 5.174             | 5.089             | 1.375                       | 3.139,99        | 1,62          | 27                        |
| Tolbo       | Толбо         | 4.100             | 3.746             | 4.260             | 4.076             | 4.136             | 1.067                       | 2.974,69        | 1,39          | 76                        |
| Tsagaannuur | Цагааннуур    | -                 | 1.878             | 1.528             | 1.452             | 1.473             | 1.473                       | -               | -             | 69                        |
| Tsengel     | Цэнгэл        | 6.700             | 6.539             | 8.364             | 8.305             | 8.348             | 2.028                       | 6.463,17        | 1.29          | 79                        |
| Ulaankhus   | Улаанхус      | 7.300             | 6.807             | 8.672             | 8.748             | 8.407             | 1.480                       | 6.047,93        | 1,39          | 46                        |

* - bao gồm Tsagaannuur